# Día de Conmemoración de Todas las Víctimas de la Guerra Química
El Día de Conmemoración de Todas las Víctimas de la Guerra Química es una celebración anual que tiene lugar el 30 de noviembre desde 2016, instaurada por la Conferencia de los Estados Parte en 2005.

## Proclamación
El Día de Conmemoración de Todas las Víctimas de la Guerra Química fue proclamado oficialmente el 11 de noviembre de 2005 durante la décima sesión de la Conferencia de los Estados Partes, el organismo compuesto por los países que han ratificado la Convención sobre Armas Químicas. La propuesta, presentada por Rogelio Pfirter, entonces director general de la Organización para la Prohibición de las Armas Químicas (OPAQ), buscaba honrar a las víctimas de la guerra química y fortalecer el compromiso con la paz, la seguridad y el multilateralismo. Además de la proclamación del día, se aprobó la construcción de un monumento en La Haya en memoria de todas las víctimas de armas químicas.

## Celebración
Inicialmente, la conmemoración se celebraba el 29 de abril, coincidiendo con la entrada en vigor de la Convención sobre Armas Químicas en 1997. Este día marcaba un hito histórico para el desarme y la prohibición de las armas químicas. Sin embargo, en la vigésima sesión de la Conferencia de los Estados Partes, celebrada el 3 de diciembre de 2015, se decidió trasladar la conmemoración al 30 de noviembre o al primer día del periodo ordinario de sesiones de la conferencia, cuando sea aplicable.
La primera celebración oficial tuvo lugar en 2006, y desde entonces se llevan a cabo ceremonias solemnes en la sede de la OPAQ en La Haya y en otros lugares del mundo. Estas ceremonias incluyen discursos de alto nivel, como el del Secretario General de la ONU, Ban Ki-moon, quien en 2013 destacó la necesidad de intensificar los esfuerzos globales para eliminar todas las armas de destrucción masiva, no solo las armas químicas.